# Eric Stewart
Eric Michael Stewart (Droylsden, Greater Manchester, 20 januari 1945) is een Engelse muzikant, songwriter, zanger en producer.
Stewart is vooral bekend als een van de bandleden van de Engelse popgroepen (Wayne Fontana and) The Mindbenders (jaren '60) en 10cc (jaren '70, voorheen Hotlegs).

## Muziekcarrière
In 1968 werd hij mede-eigenaar van de Strawberry Studios in Stockport, Engeland, waar hij zich snel ontwikkelde als recording engineer en producer. Het is in deze studio waar de band 10cc is ontstaan en zijn grootste triomfen vierde.
Naast zijn werk met 10cc schreef hij tussen 1982 en 1986 samen met Paul McCartney aan drie McCartney-albums en inmiddels heeft hij ook vier soloplaten gemaakt waarvan de laatste (Vive La Difference) in januari 2009 is verschenen.

### 10cc (1972-1995)
Begin 1972 begon de Amerikaanse zanger Neil Sedaka aan zijn opnames voor het album Solitaire in de Strawberry Studios, met de hulp van Stewart als engineer en Graham Gouldman, Kevin Godley en Lol Creme als zijn begeleidingsband. Het succes van dit album deed de vier muzikanten besluiten verder te gaan met eigen materiaal en dat als band naar buiten te brengen. De naam van de band was 10cc. Hun eerste hit hadden ze met het nummer Donna dat in augustus 1972 de tweede plaats bereikte in de hitparade in het Verenigd Koninkrijk. Daarna volgde een hele serie hits als The Wall Street Shuffle, I'm Not in Love en Art for Art's Sake. Na het vertrek van Godley & Creme in 1976 scoorden Stewart en Gouldman (die samen doorgingen als 10cc) hits als The Things We Do for Love en Dreadlock Holiday. Hun laatste album (Mirror Mirror) maakten ze in 1995. Daarmee kwam er een einde aan deze unieke samenwerking. 10cc gaat de geschiedenis in als een van de weinige bands in de popmuziek die bestond uit leden die allemaal meerdere instrumenten bespeelden, allemaal konden zingen en ook allemaal nummers schreven.

## Discografie
- Girls, (1980)
- Frooty Rooties, (1982)
- Do Not Bend (2003)
- Viva la Difference (2009)